# Lamourouxia
Lamourouxia is een monotypisch mosdiertjesgeslacht uit de familie van de Ellisinidae en de orde Cheilostomatida. De wetenschappelijke naam ervan is in 1999 voor het eerst geldig gepubliceerd door d'Hondt & Gordon.

## Soort
- Lamourouxia canaliculata d'Hondt & Gordon, 1999